# Ansgar Hocke

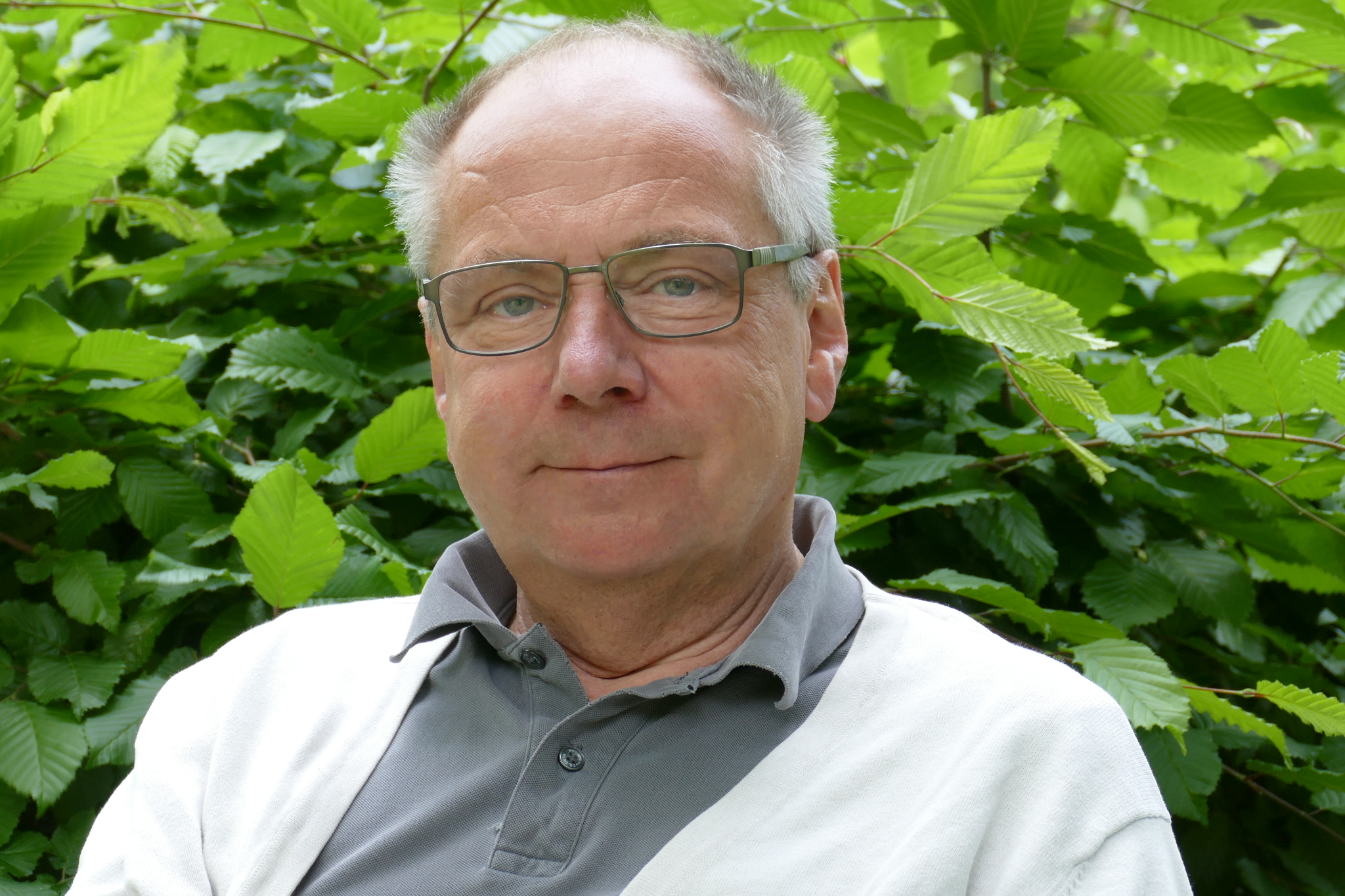
Ansgar Hocke (2019)

Ansgar Hocke (* 4. Oktober 1955 in Berlin) ist ein deutscher Journalist und Kommunikationstrainer. Er ist Redakteur, Reporter für die Fernseh-, Radio- und Onlineredaktionen beim Rundfunk Berlin Brandenburg.

## Werdegang
Hockes Eltern stammen ebenfalls aus Berlin. Gemeinsam mit zwei Brüdern und einer Schwester wuchs er in Berlin-Kreuzberg auf. Bis zum Abitur 1975 besuchte er das Paulsen-Gymnasium in Berlin-Steglitz. Danach studierte er an der Technischen Universität Berlin Stadt- und Regionalplanung sowie an der Freien Universität Soziologie sowie Kommunikationswissenschaften. Mit anderen Studenten entwickelte er das Berliner Modell eines praxisorientierten Studienganges für Journalisten. Während der Schulzeit war Hocke Mitherausgeber der Schülerzeitschrift Notizen. Später war er dann Redakteur und Autor beim Dialogikus, der ersten ökumenischen Zeitschrift in West-Berlin. Während des Studiums arbeitete er 1976 für den Wiesbadener Kurier. 1978 schrieb er für die Berliner Morgenpost unter Erich Richter für die vom Landesjugendring Berlin herausgegebene Zeitschrift Blickpunkt und war später Mitglied der Redaktion.
Seit 1978 war Hocke für den Sender Freies Berlin (SFB) tätig, erst als freier Mitarbeiter, später dann festangestellt. Seine Tätigkeiten reichten vom Feature bis zur Live-Reportage, ob Radio oder TV. Unter anderem war er langjähriger Autor und Reporter für die Radiosendung SFBeat und  seit dem SFB Radiofrühling Reporter im Morgenmagazin Ü1 – Bitte kommen. Später moderierte er die Sendung Echo am Morgen. Für das Fernsehprogramm des SFB war er Autor und Regisseur für das Magazin Parabel.
Zweimal, das erste Mal 1986, entsandte ihn der Sender nach Bonn, um aus dem dortigen Studio über die bundespolitischen Geschehnisse zu berichten und diese zu kommentieren.
1988 erhielt er den Kurt-Magnus-Preis der ARD und wurde Stipendiat der John Mc Cloy Stiftung.
Die ARD-Chefredakteure wählten Ansgar Hocke 1988 zum ARD-Hörfunk-Korrespondent in Ost-Berlin. Für die öffentlich-rechtlichen Radiosender berichtet Hocke über die „Vorwendezeit“ ebenso wie über den Fall der Mauer und die erste DDR Regierungsbildung nach den ersten freien Volkskammerwahlen. Als das ARD Studio in Ost Berlin nach der deutschen Einheit geschlossen wurde, ging Hocke zurück zum Sender Freies Berlin, der ihn erneut in die „Noch-Regierungsstadt“ Bonn sandte. Mit dem Umzug der Regierung und des Parlaments nach Berlin, kehrte auch Hocke zurück, nun in die Hauptstadt Deutschlands. Seitdem arbeitete er als Reporter der Abendschau des Senders Rundfunk Berlin-Brandenburg (rbb) für die Landespolitik, um dann in das Berliner Studio der Tagesschau zu wechseln.
Ansgar Hocke ist zweimal von den Redakteuren des SFB/rbb in den Redakteursausschuss gewählt worden. Ferner wurde er von den Beschäftigten in den Personalratsvorstand gewählt und war über sechs Jahre Mitglied des rbb Verwaltungsrates. Nach seinem Ausscheiden aus diesen Gremien sendete er eine Zeit lang für Phönix aus Berlin und ist seitdem beim rbb für Investigatives und Hintergrund zuständig.
Hocke ist verheiratet und lebt in Berlin. Seine Tochter ist die Eiskunstläuferin Annika Hocke.